# Tanz auf dem Land
Tanz auf dem Land (Danse à la campagne) ist ein Gemälde des französischen Malers Pierre-Auguste Renoir aus dem Jahre 1883. Es ist 180,3 × 90 cm groß und hängt im Musée d’Orsay.
Das Bild, das ein tanzendes Paar zeigt, ist eines von drei Bildern mit Tanzpaaren von verschiedenem sozialen Zuschnitt, die der Kunsthändler Paul Durand-Ruel bei Renoir zur Ausschmückung seines Esszimmers bestellte. Der Maler nahm seine neue Freundin Aline Charigot, die er später heiratete, und den Künstlerkollegen Paul Lhôte zu Modellen für die Szene in einem gutbürgerlichen Gartenrestaurant.